# Campionato di calcio della Repubblica Socialista Sovietica d'Estonia 1961
Il Campionato di calcio della Repubblica Socialista Sovietica d'Estonia 1961 era la massima divisione del campionato estone ed era un campionato regionale sovietico. La vittoria finale andò al Kalev Kopli che vinse il quarto titolo della sua storia.

## Formula
Le 16 squadre erano divise in due gironi (A e B) di 8 squadre; non sono disponibili dati su questa prima fase. Le prime quattro di ogni gruppo si incontrarono in un girone per vincere il titolo, le ultime quattro si incontro in un girone retrocessione: in questi nuovi gironi le 8 squadre ripartirono da zero e si incontrano in gare di andata e ritorno, per un totale di 14 partite.

## Seconda Fase

### Posizioni 1-8
|   | Classifica finale | G  | V  | N | P | GF | GS | Dif | Pt |
| - | ----------------- | -- | -- | - | - | -- | -- | --- | -- |
| 1 | Kalev Kopli       | 14 | 10 | 2 | 2 | 39 | 12 | +27 | 22 |
| 2 | Kalev Pärnu       | 14 | 8  | 4 | 2 | 37 | 14 | +23 | 20 |
| 3 | Kalev Ülemiste    | 14 | 7  | 5 | 2 | 39 | 19 | +20 | 19 |
| 4 | Taksopark Tallinn | 14 | 7  | 2 | 5 | 16 | 16 | +0  | 16 |
| 5 | Norma Tallinn     | 14 | 6  | 3 | 5 | 33 | 14 | +19 | 15 |
| 6 | Kalev Rakvere     | 14 | 6  | 3 | 5 | 28 | 48 | -20 | 15 |
| 7 | Dünamo Tallinn    | 14 | 5  | 4 | 5 | 15 | 13 | -2  | 14 |
| 8 | Kreenholm Narva   | 14 | 5  | 3 | 6 | 29 | 21 | +8  | 13 |

### Posizioni 9-16
|    | Classifica finale | G  | V | N | P  | GF | GS | Dif | Pt |
| -- | ----------------- | -- | - | - | -- | -- | -- | --- | -- |
| 9  | Kalev Aseri       | 14 | 9 | 0 | 5  | 39 | 20 | +19 | 18 |
| 10 | Kombinaat Kivioli | 14 | 8 | 1 | 5  | 38 | 19 | +19 | 17 |
| 11 | Kalev Tartu       | 14 | 6 | 2 | 6  | 30 | 22 | +8  | 14 |
| 12 | PK Kohtla-Järve   | 14 | 5 | 3 | 6  | 28 | 26 | -1  | 13 |
| 13 | Jõud Turi         | 14 | 5 | 2 | 7  | 33 | 33 | +0  | 12 |
| 14 | SAM Viljandi      | 14 | 4 | 0 | 10 | 14 | 50 | -36 | 8  |
| 15 | Kalev Tallinn B   | 14 | 2 | 2 | 10 | 13 | 30 | -17 | 6  |
| 16 | Dünamo Tallinn B  | 14 | 1 | 0 | 13 | 11 | 74 | -63 | 2  |

G = Partite giocate; V = Vittorie; N = Nulle/Pareggi; P = Perse; GF = Goal fatti; GS = Goal subiti; Dif = differenza reti; 